# Campeonato Mundial de Atletismo Júnior de 2014 - Revezamento 4x100 m feminino
A prova dos 4x100 metros feminino do Campeonato Mundial de Atletismo Júnior de 2014 ocorreu entre os dias 25 e 26 de julho em Eugene, nos Estados Unidos. 

## Recordes
Antes desta competição, os recordes mundiais e do campeonato nesta prova eram os seguintes:
|     | Nome                                                            | Nacionalidade  | Tempo | Local    | Data                |
| --- | --------------------------------------------------------------- | -------------- | ----- | -------- | ------------------- |
| WJR | Bianca Knight Jeneba Tarmoh Elizabeth Olear Gabrielle Mayo      | Estados Unidos | 43.29 | Eugene   | 8 de agosto de 2006 |
| CR  | Sherone Simpson Kerron Stewart Anneisha McLaughlin Simone Facey | Jamaica        | 43.40 | Kingston | 21 de julho de 2002 |

## Medalhistas
| Ouro                                                                               | Prata                                                                           | Bronze                                                                         |
| Estados Unidos · Teahna Daniels · Ariana Washington · Jada Martin · Kaylin Whitney | Jamaica · Sashalee Forbes · Kedisha Dallas · Saqukine Cameron · Natalliah Whyte | Alemanha · Lisa Marie Kwayie · Lisa Mayer · Gina Lückenkemper · Chantal Butzek |

## Cronograma
Todos os horários são locais (UTC-7).
| Data        | Hora  | Evento        |
| ----------- | ----- | ------------- |
| 25 de julho | 18:05 | Eliminatórias |
| 26 de julho | 17:20 | Final         |

## Resultados

### Eliminatórias
Qualificação: Os 2 primeiros de cada bateria (Q) e os 2 tempos mais rápidos (q). 
Bateria 1
| Posição | Nacionalidade  | Atletas                                                              | Raia | Reação | Tempo | Notas                |
| ------- | -------------- | -------------------------------------------------------------------- | ---- | ------ | ----- | -------------------- |
| 1       | Estados Unidos | Teahna Daniels Ariana Washington Jada Martin Ky Westbrook            | 6    | 0.172  | 44.03 | Q, WJL               |
| 2       | Brasil         | Letícia de Souza Vitoria Cristina Rosa Mirna da Silva Tamiris de Liz | 3    | 0.149  | 44.61 | Q,                   |
| 3       | Alemanha       | Lisa Marie Kwayie Lisa Mayer Gina Lückenkemper Chantal Butzek        | 5    | 0.180  | 44.87 | q                    |
| 4       | Bahamas        | Carmiesha Cox Jenae Ambrose Brianne Bethel Keianna Albury            | 2    | 0.202  | 45.22 | q,                   |
| 5       | África do Sul  | Carla Johnson Simoné Du Plooy Robyn Haupt Tebogo Mamathu             | 7    | 0.301  | 46.25 | Recorde da temporada |
| 6       | França         | Solenn Compper Eva Berger Maroussia Paré Floriane Gnafoua            | 4    | 0.198  | DNF   |                      |

Bateria 2
| Posição | Nacionalidade | Atletas                                                                     | Raia | Reação | Tempo | Notas |
| ------- | ------------- | --------------------------------------------------------------------------- | ---- | ------ | ----- | ----- |
| 1       | Jamaica       | Shimayra Williams Chanice Bonner Sashalee Forbes Saqukine Cameron           | 4    | 0.182  | 44.22 | Q     |
| 2       | Suíça         | Majella Hauri Ajla del Ponte Sarah Atcho Irina Strebel                      | 2    | 0.177  | 45.17 | Q,    |
| 3       | Países Baixos | Lieke Klaver Tasa Jiya Eva Hovenkamp Marije van Hunenstijn                  | 5    | 0.169  | 45.29 |       |
| 4       | Nigéria       | Abolaji Omotayo Ese Brume Haisha Kikelomo Bisiolu Deborah Oluwaseun Odeyemi | 6    | 0.197  | 45.93 |       |
| 5       | Canadá        | Leya Buchanan Sade McCreath Natasha Brown Raquel Tjernagel                  | 7    | 0.159  | DNF   |       |
| 6       | Barbados      |                                                                             | 3    |        | DNS   |       |

Bateria 3
| Posição | Nacionalidade     | Atletas                                                                 | Raia | Reação | Tempo | Notas |
| ------- | ----------------- | ----------------------------------------------------------------------- | ---- | ------ | ----- | ----- |
| 1       | Trindade e Tobago | Aaliyah Telesford Zakiya Denoon Mauricia Prieto Kayelle Clarke          | 6    | 0.183  | 44.68 | Q     |
| 2       | Japão             | Sayaka Adachi Anna Doi Tomoka Tsuchihashi Maho Takamori                 | 3    | 0.143  | 45.38 | Q,    |
| 3       | Austrália         | Hana Basic Audrey Kyriacou Tavleen Singh Larissa Chambers               | 5    | 0.181  | 45.54 |       |
| 4       | Reino Unido       | Ama Pipi Cheriece Hylton Iman Lansiquot Desiree Henry                   | 2    | 0.205  | DNF   |       |
| 5       | Polónia           | Weronika Błażek Klaudia Gołąbek Kamila Janowska Ewa Swoboda             | 7    | 0.169  | DNF   |       |
| 6       | Chipre            | Marianna Pisiara Olivia Fotopoulou Dimitra Kyriakidou Paraskevi Andreou | 4    | 0.165  | DSQ   | 170.7 |

Nota:

IAAF Regra 170.7 - Passar o bastão fora da zona de aquisição

### Final
A prova final foi realizada no dia 26 de julho às 17:20. 
| Posição           | Atletas           | Nacionalidade                                                        | Raia | Reação | Tempo | Notas                |
| ----------------- | ----------------- | -------------------------------------------------------------------- | ---- | ------ | ----- | -------------------- |
| Medalha de ouro   | Estados Unidos    | Teahna Daniels Ariana Washington Jada Martin Kaylin Whitney          | 3    | 0.171  | 43.46 | WJL                  |
| Medalha de prata  | Jamaica           | Sashalee Forbes Kedisha Dallas Saqukine Cameron Natalliah Whyte      | 5    | 0.199  | 43.97 | Recorde da temporada |
| Medalha de bronze | Alemanha          | Lisa Marie Kwayie Lisa Mayer Gina Lückenkemper Chantal Butzek        | 2    | 0.177  | 44.65 | Recorde da temporada |
| 4                 | Trindade e Tobago | Aaliyah Telesford Zakiya Denoon Mauricia Prieto Kayelle Clarke       | 4    | 0.168  | 44.75 |                      |
| 5                 | Suíça             | Majella Hauri Ajla del Ponte Sarah Atcho Irina Strebel               | 8    | 0.175  | 45.02 | Recorde da temporada |
| 6                 | Japão             | Sayaka Adachi Anna Doi Tomoka Tsuchihashi Maho Takamori              | 7    | 0.209  | 45.40 |                      |
| 7                 | Brasil            | Letícia de Souza Vitoria Cristina Rosa Mirna da Silva Tamiris de Liz | 6    | 0.152  | DNF   |                      |
| 8                 | Bahamas           | Devynne Charlton Carmiesha Cox Brianne Bethel Keianna Albury         | 1    | 0.149  | DSQ   | 170.7                |

Nota:

IAAF Regra 170.7 - Passar o bastão fora da zona de aquisição
Legenda
| Recorde mundial       | Recorde mundial (World record)               |                       | Recorde africano                      | Recorde africano (African) |                                           | Q | Classificado por posição (Qualified) |
| Recorde do campeonato | Recorde do campeonato (Championship record)  | Recorde da América    | Recorde da América (Americas)         | q                          | Classificado por melhor tempo (Qualified) |   |                                      |
| Melhor marca do ano   | Melhor marca do ano (World leading)          | Recorde asiático      | Recorde asiático (Asian)              | DNS                        | Não largou (Did not start)                |   |                                      |
| Recorde nacional      | Recorde nacional (National record)           | Recorde europeu       | Recorde europeu (European)            | DNF                        | Não terminou (Did not finish)             |   |                                      |
| Recorde pessoal       | Recorde pessoal do atleta (Personal best)    | Recorde da Oceania    | Recorde da Oceania (Oceania)          | DSQ / DQ                   | Desclassificado (Disqualified)            |   |                                      |
| Recorde da temporada  | Recorde da temporada do atleta (Season best) | Recorde sul-americano | Recorde sul-americano (South America) | NM                         | Sem marca (No mark)                       |   |                                      |